# Nu metal

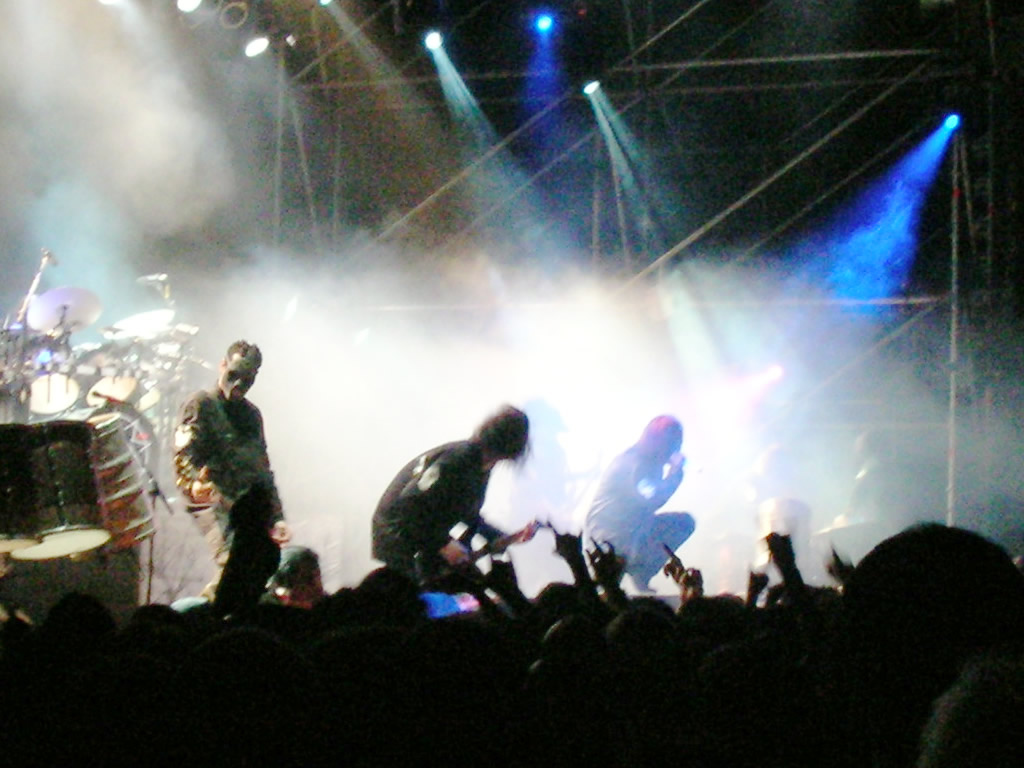
Formația nu metal Slipknot, evoluând în Buenos Aires, 2005

Nu metal (deseori stilizat nü-metal, având metal umlaut) este un subgen al metalului alternativ, combinând sunetele, influențele și caracteristicile heavy metalului cu genuri ca hip hop, funk, industrială și grunge. El este clasificat ca fiind parte a metalului alternativ. Trupele de nu metal notabile includ Korn, Limp Bizkit, Linkin Park, Evanescence, Staind, Deftones, Disturbed, Papa Roach și Slipknot.

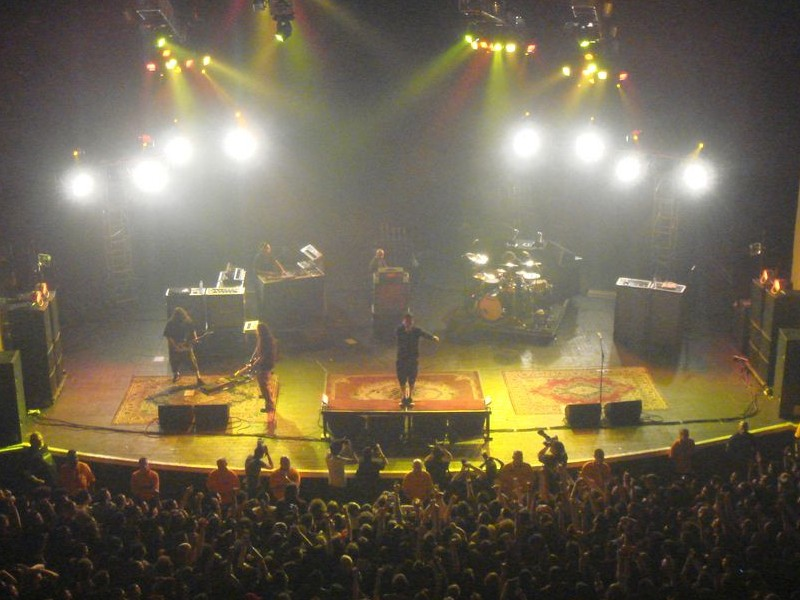
Deftones în 2007

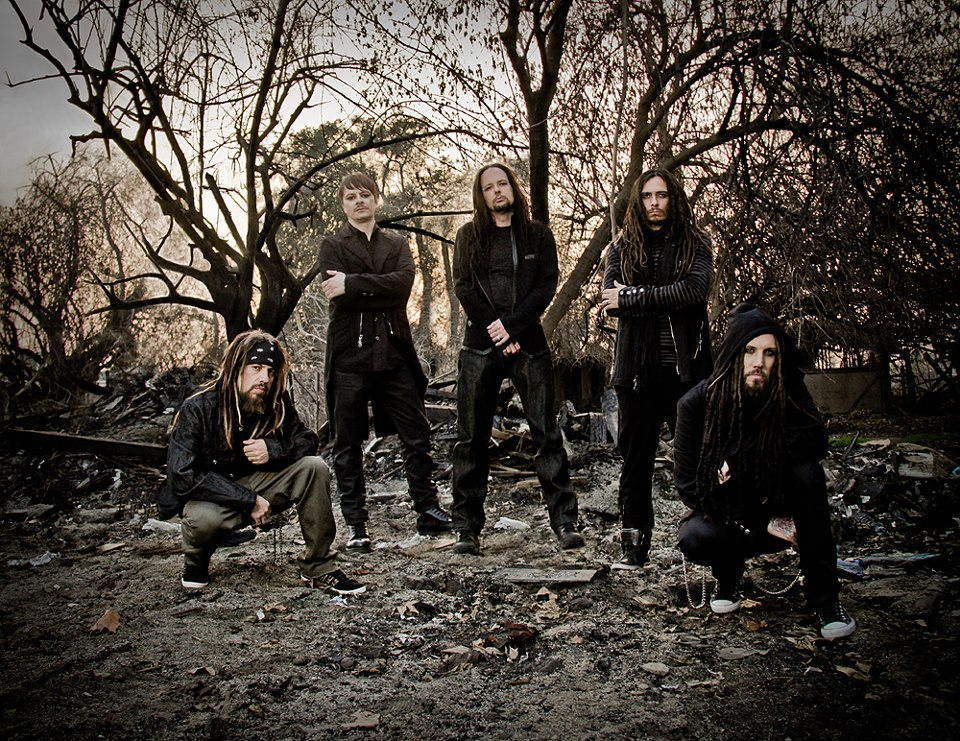
Korn a ajutat nu metalul să intre în mainstream

## Istoria genului

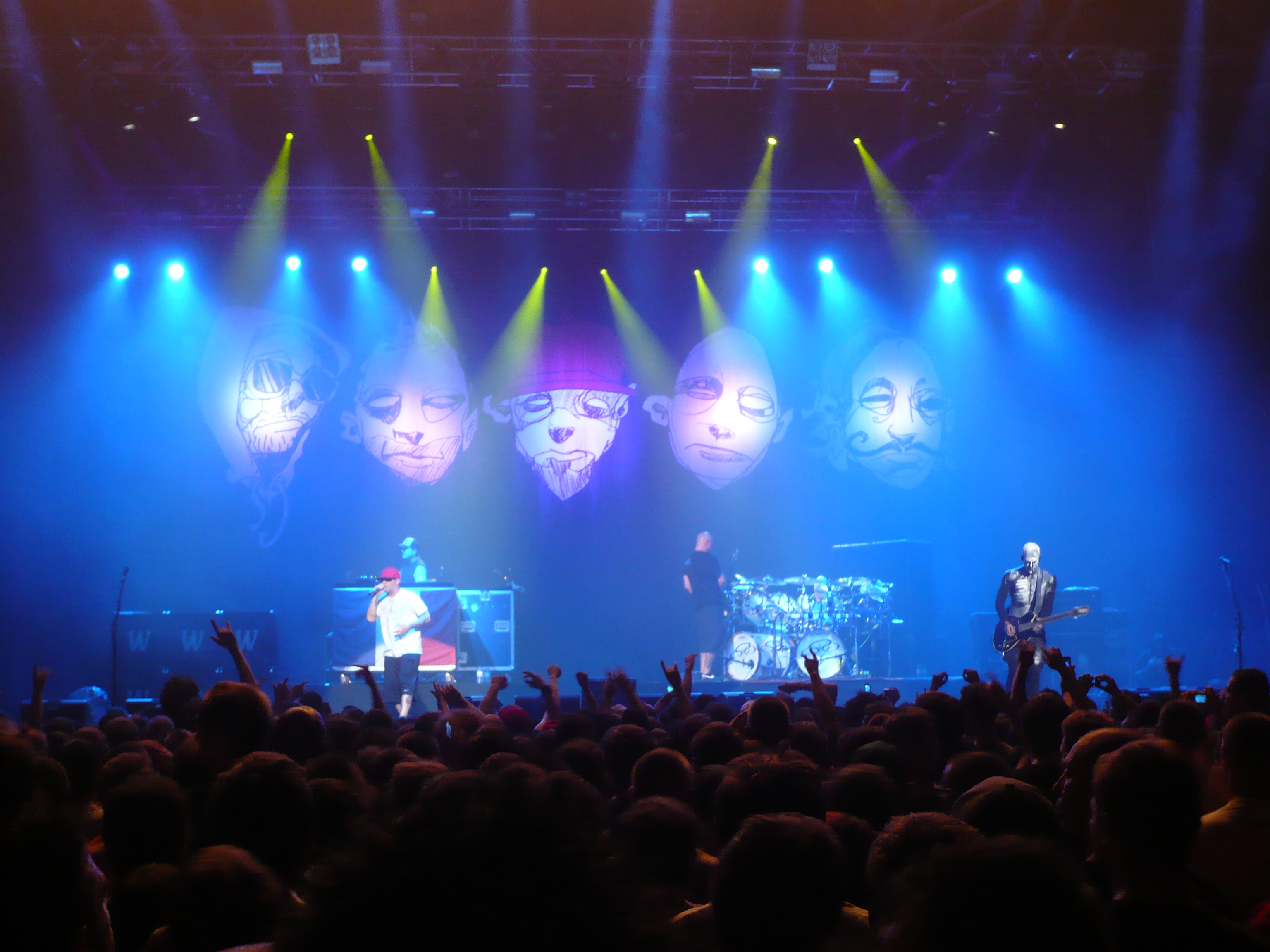
Limp Bizkit în 2009

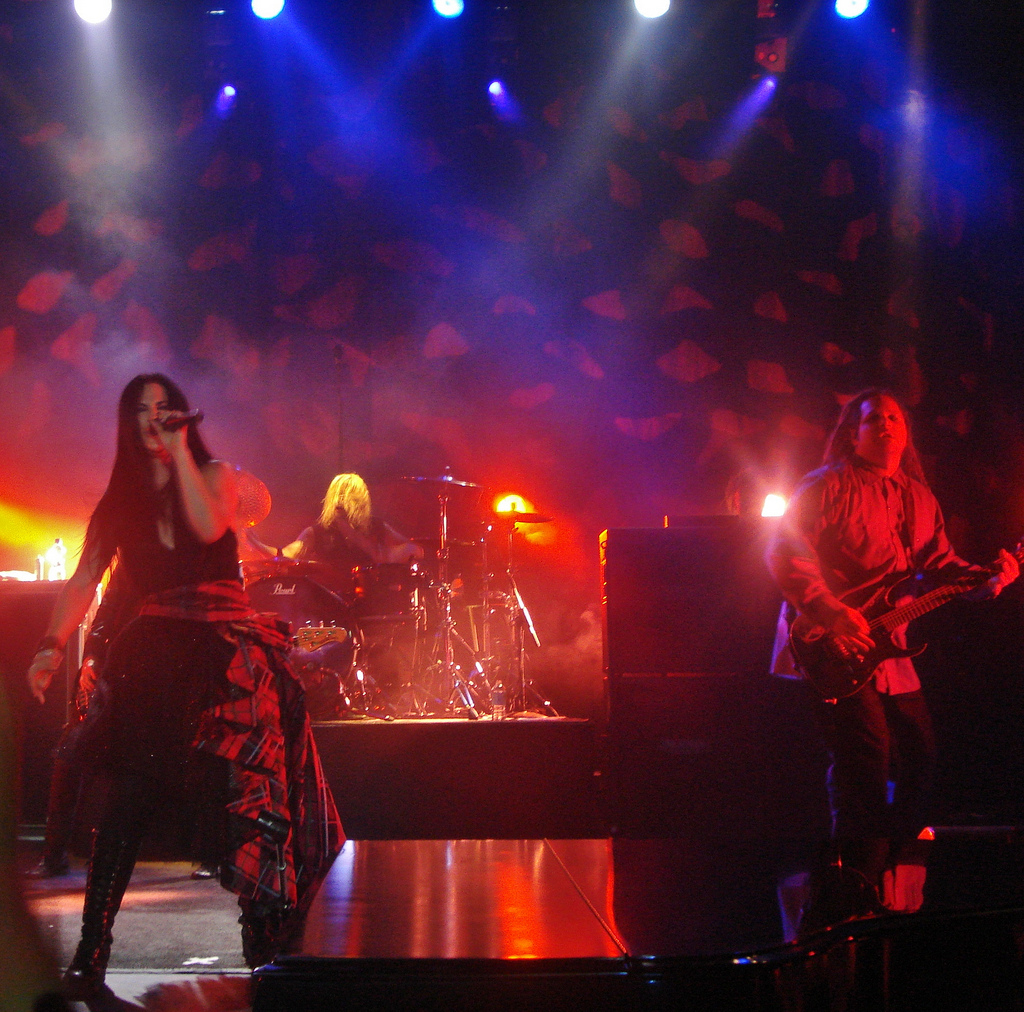
Evanescence în 2011

Originea genului poate fi localizată la festivalul muzical Lollapalooza, care a crescut popularitatea unor formații ce abordau un gen diferit de stilurile tradiționale de metal și muzică alternativă influențată de acesta (vezi Alternative metal). Influența funk de la Primus, Red Hot Chili Peppers și Fishbone, croosover-ul hip hop/heavy metal a celor de la Rage Against the Machine, Industrial metal-ul trupelor Nine Inch Nails, Marilyn Manson și Ministry, plus rock-ul experimental agresiv al Faith No More, Tool și Helmet au fost menționate adesea ca influențe ce au fost vehiculate prin festival de formații de nu metal ce au captat atenția mass-mediei la sfârșitul mileniului.
Turul avea în centru formația Body Count, care era susținută de Ice-T. Acest fapt a atras atenția audienței rap și multe magazine specializate au clasificat Body Count drept formație de rap, în ciuda afirmației lui Ice-T că trupa se presupunea a fi una de rock. 
Decesul liderului trupei Nirvana în 1994 avea să semnaleze începutul declinului pentru alternative rock (și grunge în special) drept forța principală în rock-ul american modern, lăsând cale liberă nu metalului să își facă priză la public. 
Linkin Park este cea mai bine vândută trupă de nu metal cu 40 de milioane de copii vândute din primele două albume (Hybrid Theory și Meteora), precum și din alte albume neconvenționale.
Mai trebuiesc amintiti si principalii artisti ai nu metalului, Maximum the hormone, Banda infiintata in Japonia, al carei gen este in principal nu metal si jrock.